# Història de Catalunya
Història de Catalunya ist eine spanische Zeichentrickserie, die 1988 von BRB Internacional, Televisió de Catalunya sowie Hidroelèctrica de Catalunya produziert wurde. Die Serie bietet einen Überblick über die Geschichte Kataloniens von der Urgeschichte bis zu den 1980er Jahren mit einem Ausblick auf das Jahr 1992.

## Handlung
Der Protagonist ist ein rosa Drache mit lila Flecken namens Dragui, der als roter Faden durch alle Episoden führt und historische Ereignisse jeder Epoche erzählt. Zudem wird die Entwicklung von Bräuchen und Alltagsleben im katalanischen Kontext dargestellt.

## Produktion
Die Serie kombiniert Zeichentrick mit realen Bildern zu wichtigen Ereignissen des 20. Jahrhunderts. Die Historiker Joan Soler i Amigó und Anna Duran wirkten mit, unter Beratung von Josep Maria Ainaud de Lasarte und Koordination durch Eduard Bonet. Die Serie war vorrangig für Kinder konzipiert, fand aber auch beim allgemeinen Publikum großen Anklang. Sie wurde von Claudi Biern Boyd kreiert und geleitet, mit Originalzeichnungen von Francesc Capdevila, hergestellt von BRB Internacional und koproduziert von Televisió de Catalunya und Hidroelèctrica de Catalunya. Die Animation erfolgte größtenteils beim taiwanesischen Studio Wang Film Productions, obwohl dies nicht in den Credits erwähnt wird. Die Musik stammt von Jordi Doncos, der Vorsangtitel wurde von Josep Maria Espinàs getextet.

## Erstausstrahlung
Die Erstausstrahlung fand vom 23. Oktober 1988 bis zum 23. Juli 1989 auf TV3 statt und wurde mehrfach wiederholt. Die Serie umfasst 39 Episoden mit einer Länge von jeweils circa 15 Minuten.

## Kapitelübersicht
| Folge | Titel                                            | Ausstrahlungsdatum |
| ----- | ------------------------------------------------ | ------------------ |
| 1     | Prehistòria                                      | Oktober 1988       |
| 2     | Època romana                                     | Oktober 1988       |
| 3     | Edat Mitjana                                     | November 1988      |
| 4     | La Corona d'Aragó                                | November 1988      |
| 5     | Els Habsburg                                     | Dezember 1988      |
| 6     | Els Borbons                                      | Dezember 1988      |
| 7     | El segle XIX                                     | Januar 1989        |
| 8     | La Segona República                              | Januar 1989        |
| 9     | La Guerra Civil Espanyola                        | Februar 1989       |
| 10    | La dictadura de Franco                           | Februar 1989       |
| 11    | La democratització                               | März 1989          |
| 12    | L’autonomia de Catalunya                         | März 1989          |
| 13    | El present                                       | April 1989         |
| 14    | Una llarga maltempsada                           | 22. Januar 1989    |
| 15    | Un nou món                                       | 29. Januar 1989    |
| 16    | Cara i creu de l’imperi dels Àustries            | 5. Februar 1989    |
| 17    | Guardar-te voldria, perquè amb treball t’he feta | 12. Februar 1989   |
| 18    | Defensors de la terra                            | 19. Februar 1989   |
| 19    | L’onze de setembre                               | 26. Februar 1989   |
| 20    | De les pedres... pans                            | 5. März 1989       |
| 21    | La carrera d’Amèrica                             | 12. März 1989      |
| 22    | La guerra del francès                            | 19. März 1989      |
| 23    | Visca la Constitució                             | 26. März 1989      |
| 24    | La Renaixença                                    | 2. April 1989      |
| 25    | Fum de progrés                                   | 9. April 1989      |
| 26    | El món dels somnis                               | 16. April 1989     |
| 27    | L’Exposició Universal de Barcelona               | 23. April 1989     |
| 28    | El Modernisme                                    | 30. April 1989     |
| 29    | Banderes amb flames                              | 7. Mai 1989        |
| 30    | Escolta, Espanya                                 | 14. Mai 1989       |
| 31    | La Mancomunitat                                  | 21. Mai 1989       |
| 32    | La primera dictadura                             | 28. Mai 1989       |
| 33    | República i Generalitat                          | 4. Juni 1989       |
| 34    | La Guerra Civil                                  | 11. Juni 1989      |
| 35    | Tornarem a sofrir, tornarem a lluitar            | 18. Juni 1989      |
| 36    | La Ginesta floreix                               | 25. Juni 1989      |
| 37    | Amnistia i Estatut d’Autonomia                   | 2. Juli 1989       |
| 38    | Som una nació                                    | 16. Juli 1989      |
| 39    | Un poble en marxa                                | 23. Juli 1989      |